# Richard Eugene Fleming
Richard Eugene Fleming (Saint Paul, 2 novembre 1917 – battaglia delle Midway, 5 giugno 1942) è stato un militare e aviatore statunitense, decorato con la Medal of Honor alla memoria nel corso della seconda guerra mondiale per il suo comportamento durante la battaglia delle Midway. Fu il primo aviatore statunitense ad essere insignito della massima onorificenza nel corso della guerra.

## Biografia

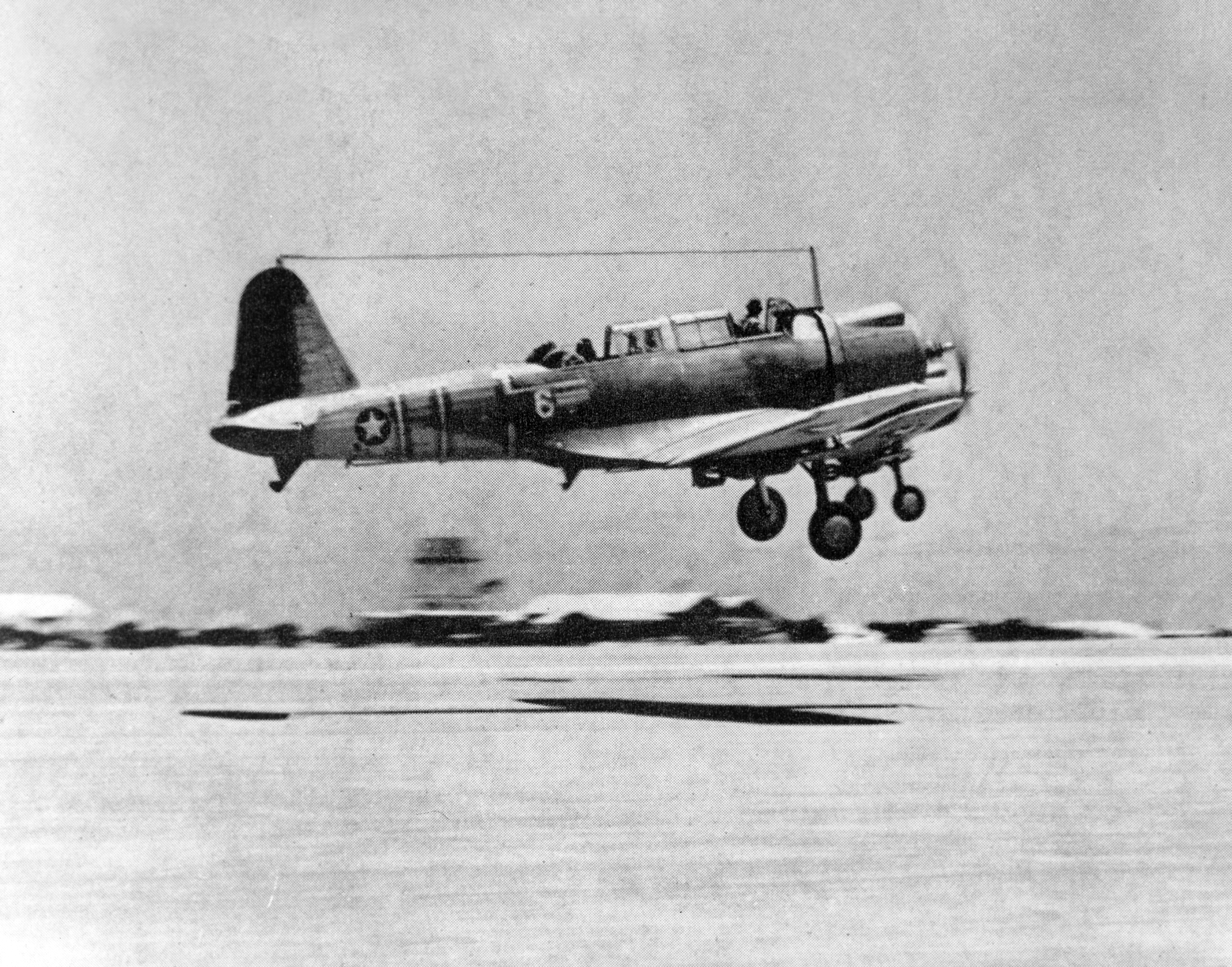
Un Vought SB2U-3 Vindicator del VMSB-241 in atterraggio a Midway, giugno 1942.

Nacque a Saint Paul, Minnesota, il 2 novembre 1917. secondo figlio di secondo figlio Michael, vicepresidente della MA Hanna Coal & Dock Company, e di Octavia Fleming. Frequentò la Saint Thomas Military Academy, diplomandosi nella classe del 1935, e poi entrò all'Università del Minnesota e divenne presidente della confraternita Delta Kappa Epsilon. Conseguì la laurea in lettere nel 1939 ed ottenne il grado di sottotenente della riserva dell'US Army. Poco dopo la laurea, si di dimise dall'esercito e si arruolò nella Riserva dello United States Marine Corps e fece domanda per l'addestramento al volo. Il 25 gennaio 1940 fu inviato alla Naval Air Station Pensacola, in Florida, per l'addestramento che terminò undici mesi dopo quando ottenne il brevetto di pilota.
Il suo primo incarico fu presso la Base navale di San Diego, in California, assegnato nel gennaio 1941 alla riserva del Marine Scouting Squadron Two (VMS-2) dotato dei Curtiss SOC Seagull. Nell'aprile 1941 fu promosso tenente, e prestò servizio come assistente ufficiale di volo dello squadrone e trasportando gli aerei da una stazione all'altra. Il resto del Marine Aircraft Wing Two fu schierato a Ewa Field, nelle Hawaii; egli raggiunse il resto reparto a Ewa Field e il 1° luglio 1941 fu assegnato al Marine Scout Bomber Squadron 231 (VMSB-231) dove volò suo bombardieri in picchiata Vought SB2U Vindicator. Il 5 dicembre 1941, diciotto Vindicator decollarono da Ewa Field e, dopo un volo di quasi due ore, atterrarono sul ponte della portaerei Lexington. Due giorni dopo avvenne l'attacco di Pearl Harbor, e il campo di Ewa fu bombardato. In virtù del fatto di essere in mare per esercitazioni, le portaerei e gli aerei a bordo furono risparmiati.
I piloti non dovettero attendere a lungo gli ordini operativi. Tornarono a Ewa poco dopo l'attacco e il 17 dicembre ricevettero l'ordine di dirigersi verso l'atollo di Midway. Il loro volo di 1.837 miglia stabilì un record per la distanza coperta da un gruppo di velivoli monomotore. 
Quando i bombardieri e i caccia Brewster F2A Buffalo del VMF-211 furono organizzati nel Marine Air Group 22 (MAG-22), la forza dei bombardieri fu divisa in due. Circa metà del VMSB-231 lasciò Midway per formare il nucleo di uno squadrone riorganizzato, mentre il resto, incluso lui, si unì al VMSB-241, comandato dal maggiore Lofton R. Henderson. Il 25 maggio 1942 fu promosso capitano, e gli fu assegnato uno dei nuovi Douglas SBD-2 Dauntless. Come osservatore/mitragliere gli fu assegnato il caporale Eugene T. Card.

### La battaglia delle Midway

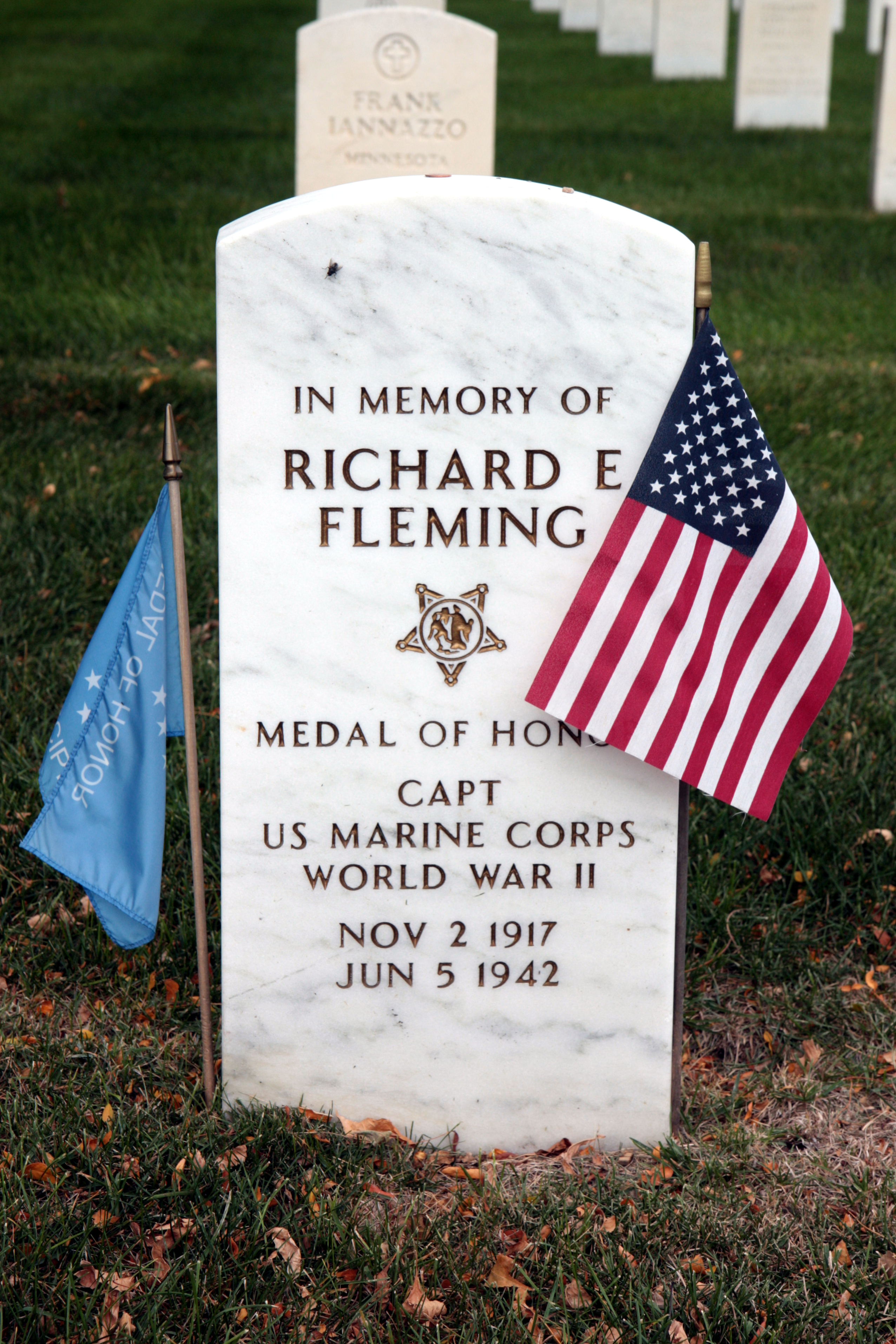
Cenotafio che ricorda il capitano Fleming presso il Fort Snelling National Cemetery.

La mattina del 4 giugno suonò l'allarme e i caccia F2A Buffalo decollarono per intercettare gli aerei giapponesi in arrivo seguiti subito dopo dai bombardieri che si diressero verso il punto in cui si pensava si trovasse la flotta giapponese. Mentre Henderson si spostava da un punto all'altro della formazione per rincuorare i piloti meno esperti, lui assunse il comando della prima ondata d'attacco. Avvistate le navi nemiche gli aerei americani si lanciarono all'attacco, subito contrastati dai caccia nemici. Lui mirò alla portaerei Hiryu, sganciando la bomba da 120 metri d'altezza in mezzo al fuoco antiaereo che danneggiò gravemente il suo aereo e ferì il mitragliere. Volando a bassissima quota, costeggiando la linea di galleggiamento delle navi, riuscì a sfuggire ai caccia Mitsubishi A6M Zero e a rientrare alla base di partenza. Dopo la morte di Henderson, il comando dei bombardieri fu  assunto dal maggiore Benjamin W. Norris che riorganizzò il reparto ed a lui fu assegnato un SB2U-3 Vindicator (#2088) e un nuovo mitragliare, il soldato George A. Toms.
Alle 19:00 Norris decollò nuovamente al comando di 11 velivoli per un attacco alle navi nemiche, le quali non furono trovate, mentre si registrò la perdita del velivolo di Norris. A questo punto assunse il comando dei rimanenti Vindicator mentre quello dei Dauntless fu assunto dal capitano Marshall Tyler.
Alle 7:00 del 5 giugno decollò nuovamente alla testa di 5 Vindicator, e alle 8:05 avvistò due navi nemiche che procedevano a lento moto. Si trattava degli incrociatori pesanti Mogami e Mikuma rimasti danneggiati per essere entrati in collisione. I bombardieri si lanciarono all'attacco del Mikuma, nonostante il fuoco antiaereo pesante, proveniente dai due incrociatori e dai cacciatorpediniere di scorta. Lanciò la sua bomba sul Mikuma da 150 metri, e poi centrato dall'antiaerea il suo Vindicator sfiorò la torretta di poppa da 203 mm e si schiantò in mare. L'attacco del VMSB-241 non colpì il Mikuma che però affondò il giorno dopo. 
Insignito della Medal of Honor, l'onorificenza fu consegnata a sua madre dal Presidente degli Stati Uniti d'America Franklin Delano Roosevelt in una apposita cerimonia tenutasi alla Casa Bianca.